# Siervas del Sagrado Corazón de Jesús de Versailles
La Congregación Siervas del Sagrado Corazón de Jesús (oficialmente en francés: Congregation Servantes du Sacré-Coeur de Jésus) es una congregación religiosa católica femenina de derecho pontificio, fundada por el sacerdote francés Pierre-Victor Braun en París, el 17 de octubre de 1866. A las religiosas de este instituto se les conoce como Siervas del Sagrado Corazón de Jesús de Versailles y posponen a sus nombres las siglas S.S.C.J.

## Historia

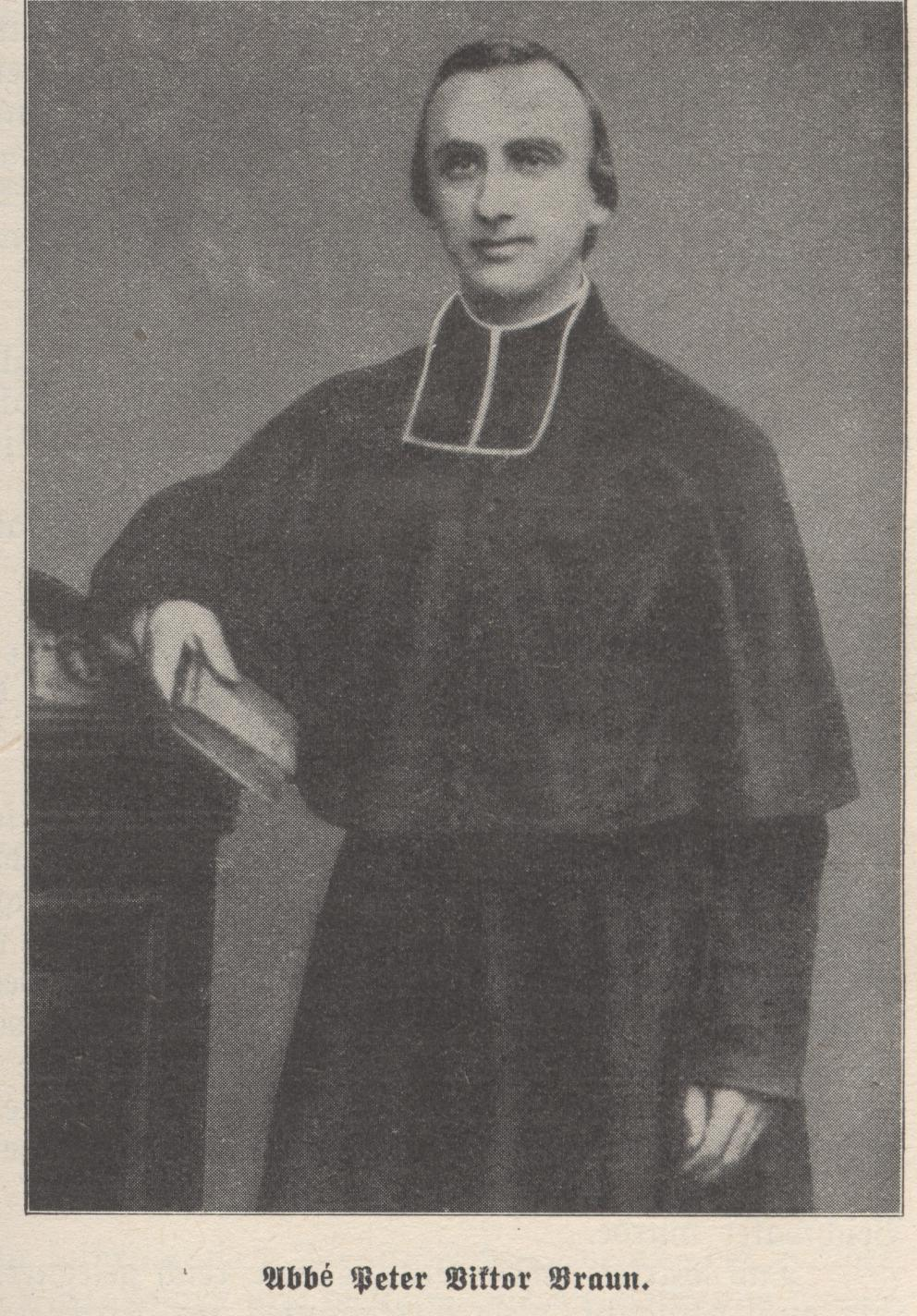
Pierre-Victor Braun (1825-1882), fundador del instituto.

El sacerdote francés Pierre-Victor Braun, con la intención de proporcionar ayuda a las mujeres que procedían del campo para trabajar como empleadas domésticas en París, fundó, el 17 de octubre de 1866, una congregación religiosa de mujeres, a las que dio el nombre de Siervas del Sagrado Corazón de Jesús. Estando en vida el fundador, el instituto conoció un primer periodo de expansión: París, Sèvres, Saint-Cloud, Argenteuil, y finalmente Versailles; donde se estableció la casa general desde 1885.
Cuando estalló la guerra en Francia (1879), las religiosas tuvieron que refugiarse en países vecinos, llegando incluso a Inglaterra, donde el instituto conoció un gran desarrollo, pero que, cuando por fin se restablecieron las comunidades francesas, las comunidades de Inglaterra declararon la independencia en 1902, dando lugar a una nueva congregación: Hermanas de los Sagrados Corazones de Jesús y María. La comunidad que se estableció en Viena, para asumir el hospital de esa ciudad, también había declarado su independencia del instituto, dando paso a la Congregación Siervas del Sagrado Corazón de Jesús de Viena (1893).
El instituto francés recibió la aprobación pontificia el 29 de marzo de 1899 y abrió campo a las misiones africanas de Guinea (1954), Mali, Costa de Marfil y Níger (1969). A estas nuevas fundaciones se unen las casas belgas de las Consoladoras del Corazón de Jesús de Boussu-les-Mons, como resultado de la fusión de esta congregación con la de Versailles en 1974.
Desde el 2003, la congregación de Versailles, junto a los dos institutos que surgieron de ella, a saber: la Congregación de las Hermanas de los Sagrados Corazones de Jesús y María y la Congregación Siervas del Sagrado Corazón de Jesús de Viena, formaron una Federación para estrechar lazos y ayudarse en ciertas obras comunes, manteniendo cada una su independencia.

## Organización
La Congregación Siervas del Sagrado Corazón de Jesús de Versailles es un instituto religioso centralizado, cuyo gobierno es ejercido por la superiora general, coadyuvada por su consejo. A la superiora le llaman Madre general y su sede se encuentra en la ciudad de Versailles (Francia).
Las siervas se dedican a la asistencia de las jóvenes y niñas, en sus casas de acogida y orfanatos. Además desempeñan funciones sanitarias en hospitales y clínicas. Viven según la Regla de San Agustín y su espiritualidad se centra en la devoción al Sagrado Corazón de Jesús.
En 2015, la congregación contaba con unas 99 religiosas y 10 comunidades, presentes en Bélgica, Costa de Marfil, Francia, Mali y Níger.